# Epinephelus coioides
Epinephelus coioides is een  straalvinnige vissensoort uit de familie van zaag- of zeebaarzen (Serranidae). De wetenschappelijke naam van de soort werd voor het eerst geldig gepubliceerd in 1822 door Hamilton.
De soort staat op de Rode Lijst van de IUCN als Gevoelig, beoordelingsjaar 2004. De omvang van de populatie is volgens de IUCN dalend.